# El Demonio de Badalona

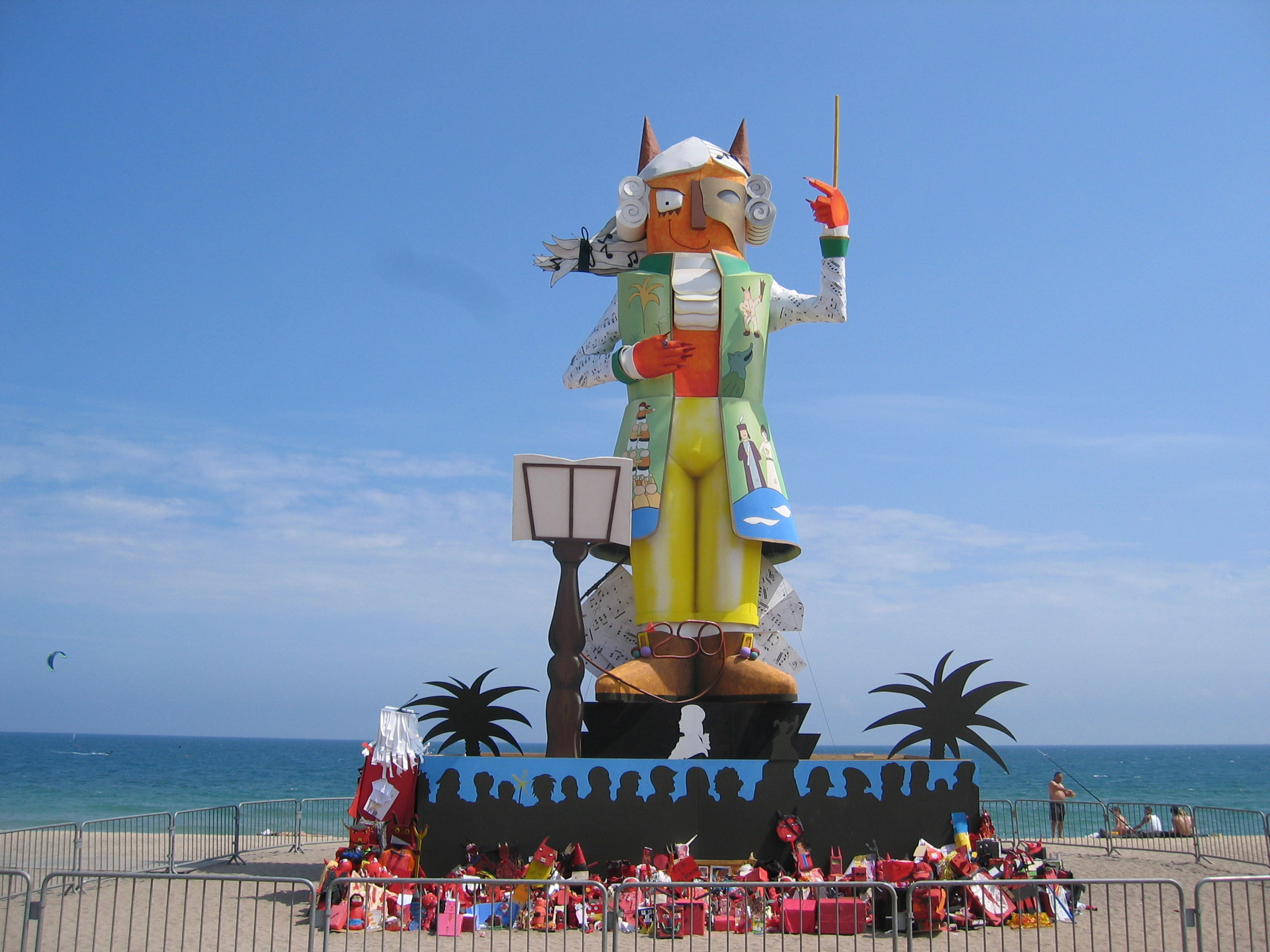
Dimoni de Badalona 2006.

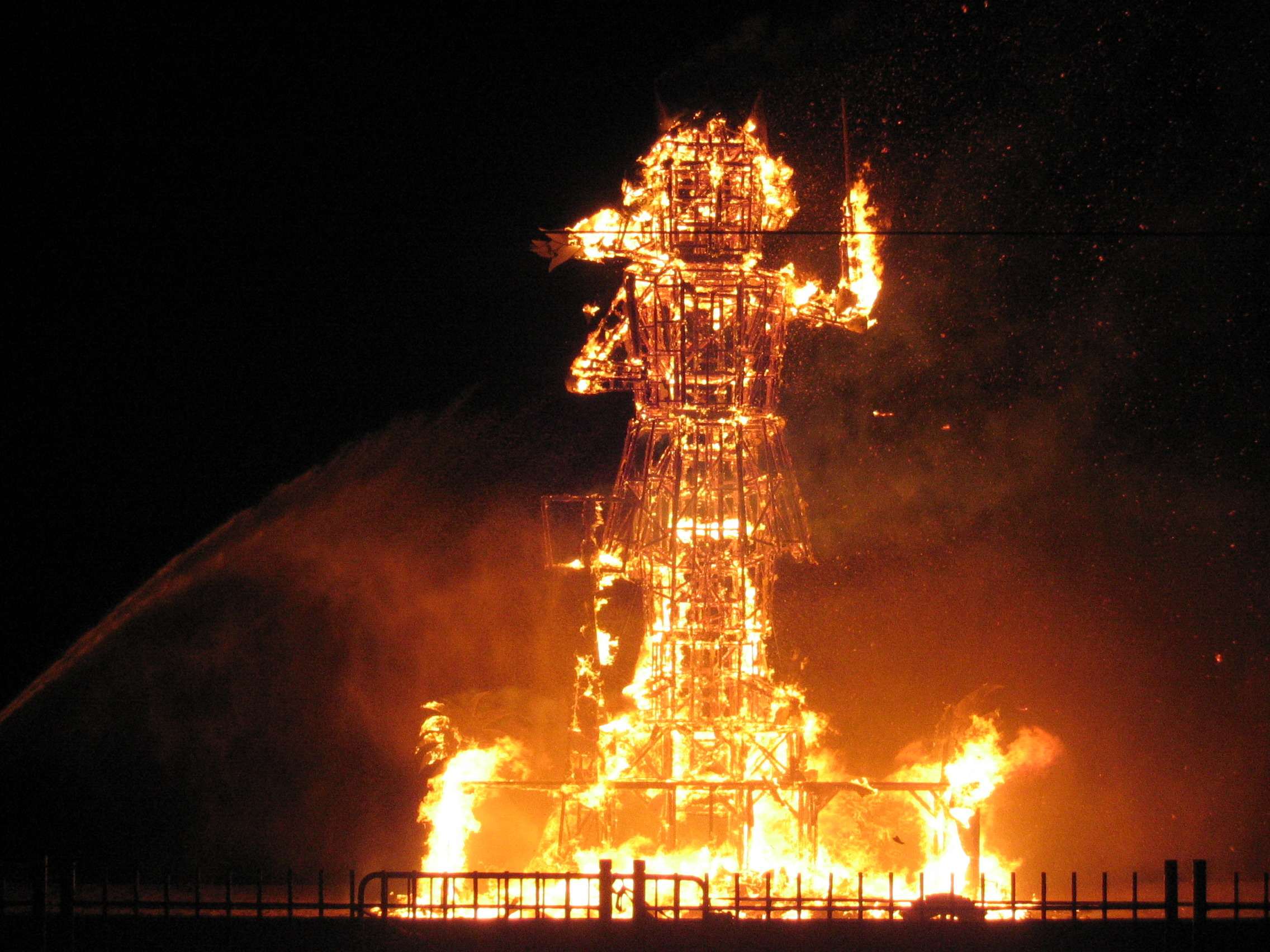
Cremada del Dimoni 2006.

El Demonio de Badalona (en catalán, El dimoni de Badalona) es la fiesta tradicional más importante de Badalona (Barcelona). Es el acto central de la Fiesta Mayor de la ciudad que se celebra las primeras semanas del mes de mayo y que es conocida como las Fiestas de Mayo (Festes de Maig). El 10 de mayo a partir de las diez de la noche tiene lugar en la Rambla de Badalona, frente al mar, la Quema del demonio (Cremada del Dimoni), que es la culminación de una serie de actos que conforman la Noche de San Anastasio (Nit de Sant Anastasi). La Generalidad de Cataluña declaró la Quema fiesta de interés turístico en 1991.

## Orígenes e historia

### Los primeros años
En 1940 Badalona vivía la depresión social heredada de la guerra civil española, apenas terminada hacía un año. El primer intento importante para revitalizar la cultura badalonesa lo harán los administradores de la Cofradía de Sant Anastasi, inducidos por el historiador Josep Maria Cuyàs Tolosa y con el apoyo del Gremio de Corders. Todos juntos deciden inventarse una nueva tradición. Cuyàs les proporciona la excusa histórica: encuentra en la obra el Calaix de Sastre del Baró de Maldà, una especie de diario que refleja la vida cotidiana catalana y badalonesa de finales del siglo XVIII, un fragmento que explica que el 8 de mayo de 1785, fiesta del Rosario, unos pescadores quemaron en la playa de Badalona, ante un público numeroso, lo que él llama, sin dar detalles, un figurón (posiblemente, el mascarón de proa de una embarcación que habría quedado inservible). Aunque todo hace pensar que ese fue un hecho casual, tuvieron suficiente para justificar los orígenes históricos del invento. Francesc de Paula Giró i Prat, Jaume Ribó Arenas y Damià Vergés Vallmajor, los tres administradores de la Cofradía de San Anastasio, se encargan del diseño y construcción del primer demonio, que construyeron en el sótano de la casa de Sadurní Castellsagué y Ventura en la calle de Francesc Layret.
La primera Quema (cremada) se celebra el sábado día 11 de 1940 a partir de las ocho de la tarde como acto de clausura de la Pasada que se hace en honor del patrón de Badalona. El demonio se quema en la calle del Temple, en el cruce de la calle Roca y Pi y la explanada de las excavaciones arqueológicas. La fiesta acaba, como hoy día, con un espectáculo pirotécnico.
El éxito del acto lo mantiene vivo los años siguientes, aunque no siempre se celebra el mismo día ni a la misma hora. Hasta 1954 se hará en la explanada de las excavaciones, salvo en 1943 y 1945 que se quema por primera vez en la playa, lugar que será el emplazamiento definitivo a partir de 1955.
De los primeros demonios se saben pocas cosas. Sólo hay imágenes de los de 1940 y 1946 y no será hasta el año 1949 que habrá reproducciones fieles de los originales, hechas por Domènec Giró.

### Un tándem muy fructífero
En 1949 Miquel Xirgu Subirà asume el diseño del demonio, y a partir de 1955 lo substituirá su hijo Miquel Xirgu Rico, que iniciará una larguísima relación artística con Domènec Giró Duran que será el constructor durante décadas y que ya había colaborado con el primero de los Xirgu desde 1949.
Poco a poco, Xirgu introduce en el diseño de la figura elementos relacionados con la actualidad de aquel año. En bastantes ocasiones, la denuncia de los conflictos que alimentan la guerra en el mundo protagonizará sus dibujos, pero tampoco desaprovechará la ocasión de plasmar la revolución hippie o la llegada del hombre a la Luna entre otros muchos temas. Esta línea se continuará después de su desaparición en los años noventa del siglo XX.
A pesar de la disposición de los dos badaloneses a trabajar para su ciudad deberán enfrentarse en varias ocasiones al Ayuntamiento, que con su vocación intervencionista deja fuera de juego en ciertas ocasiones a Miquel Xirgu. Uno de los puntos más conflictivos es la negociación del presupuesto destinado a la construcción del Demonio. El de 1959, el primero del que hay constancia documental, costó 9.500 pesetas. Es a partir de 1960 que la cifra se incrementa hasta las 20.000 o 30.000 pesetas. En los años ochenta llega ya a las 200.000 pesetas, y a finales de los años noventa ya supera los 12.000 euros.
Emili Bultó Riba sustituye a Domènec Giró en la construcción del Demonio 1990 y el escenógrafo Tero Guzmán se hace cargo definitivamente a partir de 1994. Guzmán moderniza el sistema constructivo para conseguir que la figura queme más deprisa.

### Un concurso popular
La muerte del maestro diseñador Miquel Xirgu en 1997 deja huérfano el Demonio. A partir de 1999, el Ayuntamiento convoca el concurso Crema'l Tú! (Quémalo Tú) para escoger el diseño de la popular figura. El concurso atrae desde artistas profesionales hasta padres e hijos, pasando por jóvenes diseñadores de todo el país. Un jurado diverso formado por personas vinculadas a diversos ámbitos de la ciudad elige el diseño ganador, que recibirá una pequeña dotación económica que ha ido variando con el tiempo.
Cada año se queman con el Demonio cientos de dimoniets (pequeños demonios) hechos desde prácticamente todas las escuelas de la ciudad, que participan en la actividad El dimoni a l'escola (El demonio en la escuela). Durante los días previos al 10 de mayo es habitual ver por las calles que llevan a la playa una procesión de niños cantando "Dimoni pelut, que a l'infern no t'hi han volgut" (Demonio peludo, que en el infierno no te han querido) y que depositan sus trabajos a los pies de la gigante figura para que sean quemados con él.

## Diseñadores y constructores
Francesc de Paula Giró (1897-1957).Es la primera persona nacida en Badalona después de que la reina regente María Cristina otorga a la villa el título de ciudad. Miembro de la Cofradía de San Anastasio fue uno de los primeros impulsores de la tradición y se encargó de construir los primeros demonios, entre 1940 y 1948. En 1947 el consistorio le otorgó la Medalla de Plata de Badalona.
Jaume Ribó Arenas (1913-1997). Administrador también de la Cofradía de San Anastasio fue uno de los padres del Demonio badalonés. Arquitecto técnico de profesión, fue él quien dio la forma de un demonio en la figura que había que quemar y la diseñó hasta 1948.
Sadurní Castellsagué i Ventura (1916). Administrador de la Cofradía de San Anastasio desde 1931 hasta la disolución del patronato. Amigo de Josep Maria Cuyàs, es una de las primeras personas a quienes el historiador propone hacer la Cremada.
Miguel Xirgu Subirá (1892-1954). Hermano de la actriz Margarita Xirgu, trabajó a su lado en el boceto de decorados y vestuario. Intervino en la Exposición Universal de 1929 y posteriormente estuvo vinculado al Instituto del Teatro y a la Junta de Museos. Diseñó el demonio entre 1949 y 1954.
Miguel Xirgu Rico (1927-1997).En 1955 diseña su primer demonio, tras la repentina muerte de su padre. Aquí comienza una larga relación artística con Domènec Giró que mantendrá, con pequeñas interrupciones, hasta 1989. Posteriormente, con el constructor Tero Guzmán, continuó dibujando el Demonio hasta el mismo año de su muerte, el 9 de octubre de 1997.
Domènec Giró Duran (1925). Decorador de profesión, en 1949 relevó a su padre en la tarea de construir el Demonio, trabajo que continuó hasta 1989, cuando lo dejó por voluntad propia. Es el autor de una apreciada colección de maquetas, la única que existe, que recoge todas las figuras que construyó.
Emili Bultó Riba (1930-2009). Pesebrista de Badalona, se hizo cargo de la construcción entre 1990 y 1993. Fue uno de los impulsores del Exponente Industrial y Comercial que se hacía en Badalona en las décadas de los sesenta y setenta.
Tero Guzmán (1940). Tero Guzmán (1940). Constructor y diseñador de escenografías se hizo cargo del montaje del Demonio desde 1994 hasta 2005; también ha realizado las carrozas para las cabalgatas de Reyes.
Ramon de los Heros. Se encarga de la construcción del Demonio a partir de 2006, a pesar de que colabora con Tero Guzmán en el montaje de años anteriores.
Joan Mayné i Amat (1953). Antropólogo, museólogo y director del Museo Municipal de Badalona. El 1979 es escogido para dibujar el primer demonio de la democracia.
Àgata Gil Dedicada al mundo de las Bellas Artes, ganó con 19 años con un diseño inspirado en el mundo teatral la primera edición del concurso Crema'l Tu! (1999), convirtiéndose en la primera mujer que diseña un dimoni, volvió a ganar el concurso en el año 2023.
Josep Niubó Rodríguez i Clàudia Niubó Bigas. Padre e hija ganan la edición de 2000 del concurso municipal.
Sebastià Brossa. Joven estudiante de diseño de interiores de la Escuela Eina de Barcelona crea el demonio de 2001.
Maria Pons i Matilde Lila. En 2002 crean el primer Demonio femenino que se quemará en Badalona desde 1940. Las dos estudiantes de escenografía del Instituto del Teatro de Barcelona dedican su creación a la nueva moneda única, el euro.
Anna Maria Cubeiro. Nacida y residente en Matadepera, estudia escenografía en el Instituto del Teatro. Crea el Demonio de 2003, un diablo pacifista.
Laia Sampere. Badalonesa, estudiante de diseño gráfico en la Escuela de Artes y Oficios Pablo Gargallo y en la Escuela Massana, gana la edición del Crema'l Tu! del año 2004, con un diseño inspirado en Salvador Dalí.
Paula Bosch Bartrina. Es la ganadora del concurso de 2005. El diseño rinde homenaje al Quijote en el Año del Libro.
Ferran Hidalgo. Joven de 19 años, estudiante de empresariales y actor del Círcol Católic, gana en 2006 una nueva edición del concurso municipal con un Mozart demoníaco, que lleva dibujada en la ropa los principales elementos de la cultura popular tradicional badalonesa. La cola del demonio no resiste por el viento.
Albert Navarro Nacido en 1971, es un diseñador gráfico que ganó el concurso en 2008 con un demonio inspirado en la sequía que se vivía en esos años y nuevamente en 2020 con un demonio para celebrar los 150 años de fundación de Anís del Mono aunque debido a la pandemia del Covid-19 no se pudo quemar ese año y lo quemaron al año siguiente en 2021.

## Anécdotas
Los constructores de los primeros demonios se asustaron cuando se dieron cuenta de que la cara del demonio de 1940, y la de los posteriores, tenía una curiosa semejanza con el padre de Luis Maristany, entonces agente honorario de la policía y, a partir de octubre de 1945, alcalde del municipio.
1944. Los encargados municipales de la programación de las fiestas patronales deciden sustituir la Cremada por un festival musical que provoca la indignación popular y las críticas de la prensa local y de la gente del mundo de la cultura.
1946. El Demonio tiene cinco metros de altura. Lo dotan de un mecanismo para entrar y salir dentro de una olla, pero a la hora de la verdad, no llegó a funcionar.
1951. La lluvia, que ha estado presente a lo largo de la historia prácticamente todos los años en las horas previas a la Cremada, deshace las manos del gigante plantado. Giró debe rehacer la cabeza, que está a punto de caer. La censura obliga a tapar un pecho desnudo de una sirena.
1952. En previsión de la lluvia al Demonio le han construido un paraguas. Ese año hace mucho sol.
1953. Muere Stalin y el demonio porta brazalete negro.
1954. El último Demonio que se quema en las excavaciones.
1955. Primer Demonio que inicia la tradición en la playa e inaugura la larga relación artística de Xirgu Rico y Giró.
1960. El Demonio gana en espectacularidad. Alcanza diez metros de altura.
1969. Los constructores tienen un accidente mientras montan un Demonio vestido de hippie en la playa.
1970. El Demonio tiene forma de murciélago. Xirgu lo ha dibujado con alas, pero el fuerte viento impide montarlas. Se salvan del fuego.
1973. El Ayuntamiento franquista prescinde de los servicios de Xirgu y Giró y para conmemorar el XXI Centenario de Badalona encarga en Valencia una falla demoníaca que provoca múltiples quejas.. Es un ejemplo el artículo publicado en La Voz de Badalona que se titula El demonio subnormal y en el que se augura que el lúcido señor que ha tenido la idea de cambiar el Demonio irá al infierno.
1975. El diseño es uno de los que Xirgu había esbozado en 1973. Lo construyen en el antiguo cuartel de bomberos de Dalt la Vila.
1976. El Ayuntamiento franquista crea el 1.er Concurso Infantil Dibujos del demonio. Lo gana Roser Coronel Melero, de once años y estudiante del Colegio Nacional Cardenal Gomà. Se acabará descubriendo que la ha copiado de una caja de pijamas.
1977. Segunda y última edición del concurso infantil. Rosa Maria Barba, de once años, es la ganadora. Lo ha copiado de una calcomanía.
1978. Xirgu vuelve a diseñar el Demonio.
1979. Joan Mayné recibe el encargo de hacer el primer Demonio de la democracia. Procura no romper la línea estilística de los dibujos de Xirgu.
1980. El diseño es de los alumnos de la Escuela de Artes y Oficios Pablo Gargallo.
1981. Joan Soler i Amigó, concejal de Cultura, vuelve a encargar el diseño a Miquel Xirgu. Este, inspirado en el Guernica de Pablo Ruiz Picasso, será su demonio preferido.
1982 hasta 1984. El Ayuntamiento de Badalona vuelve a organizar un concurso juvenil.
1985. Xirgu vuelve a hacer pareja con Giró.
1989. Última figura, después de 40 años, que construye Domènec Giró. Lo sustituirá Emili Bultó hasta 1994, que se hará cargo Tero Guzmán.
1996. El Ayuntamiento de Badalona rinde homenaje al maestro Xirgu y le encarga el pregón de las Fiestas Mayo, que deberá leer bajo cubierto por la lluvia.
1997. Ese mismo año Xirgu muere y se despide con un diseño que es un homenaje a Francesc de Paula Giró, primer ciudadano de Badalona después que la reina regente María Cristina otorga a la villa el título de ciudad.
1998. Badalona recuerda Xirgu construyendo el Demonio que debería haberse quemado en la playa en 1973. Veinticinco demonios haciendo un Castell.
1999. Primera edición del concurso Crema'l Tu!. Por primera vez, una mujer realiza el diseño.
2002. Por primera vez, la figura que se quema es una mujer.
2008. Parecido al caso de 1952 pero a la inversa, demonio inspirado en la sequía pero ese mes de mayo llueve mucho y la quemada se aplaza a la noche del día 12 de mayo.
2016. La segunda Demonia de la historia. Debido a nuevas lluvias, la quemada se aplaza un día y es quemada la noche del día 11 de mayo.
2018. Demonio inspirado en los presos políticos sobre la independencia de Cataluña y causó mucha polémica. Fue elegido por votación de la población entre otras 2 propuestas.
2020. El diseño ganador del demonio 2020 no fue quemado debido a la pandemia del Covid-19.
2021. Primer año que no hubo concurso desde 1999, por lo que se utilizó el diseño ganador del año anterior y posteriormente fue quemado de manera secreta para evitar aglomeraciones de gente en La Rambla en el momento de la quema.